# Utamong
Utamong is een bestuurslaag in het regentschap Aceh Besar van de provincie Atjeh, Indonesië. Utamong telt 205 inwoners (volkstelling 2010).